# (400120) 2006 UZ51
(400120) 2006 UZ51 es un asteroide perteneciente al cinturón de asteroides, descubierto el 17 de octubre de 2006 por el equipo del Spacewatch desde el Observatorio Nacional de Kitt Peak, Arizona, Estados Unidos.

## Designación y nombre
Designado provisionalmente como 2006 UZ51.

## Características orbitales
2006 UZ51 está situado a una distancia media del Sol de 2,715 ua, pudiendo alejarse hasta 3,163 ua y acercarse hasta 2,268 ua. Su excentricidad es 0,164 y la inclinación orbital 1,555 grados. Emplea 1634,70 días en completar una órbita alrededor del Sol.

## Características físicas
La magnitud absoluta de 2006 UZ51 es 17,6.